# Lluís Vicent Aracil
Pour les articles homonymes, voir Aracil.
Lluís Vicent Aracil i Boned, né en 1941 à Valence (Espagne), est un linguiste, reconnu pour avoir introduit la sociolinguistique en Espagne et posé les bases de cette discipline appliquée à la langue catalane aux côtés de Rafael Ninyoles,,.

## Biographie
Il étudie le droit à l'université de Valence qu'il commence en 1958-1959. L'année suivante, avec d'autres comme Vicent Miquel i Diego, ces nouveaux étudiants organisent l'« Aula Ausiàs » (la « Classe Ausiàs March »), nom suggéré par le philologue Manuel Sanchis Guarner, qui centre son travail sur la réalisation d'événements culturels marqués au caractère valencianiste marqué. L'Aula devient aux yeux d'une partie des jeunes étudiants de l’époque une sorte de « Front culturel » d'un nouveau mouvement nationaliste qui en train de naître. Ils y rencontrent Joan Fuster, qui deviendra mentor de toute une nouvelle génération d'étudiants valencianistes engagés contre la dictature franquiste,. Au cours des années suivantes, Aracil maintient une correspondance assidue avec Fuster.
L’une des premières actions de ce groupe est de présenter, avec succès, une candidature dirigée par Aracil aux élections du SEU de Valence, le syndicat étudiant unique du franquisme, d'affiliation obligatoire. Selon Joan Francesc Mira, Aracil, qui n'avait pas une étoffe de leader, était une personne très importante pour tout le monde car c'était lui qui avait la plus grande et la plus puissante capacité de raisonnement spéculatif et des connaissances encyclopédiques malgré son jeune âge.
En 1962, Aracil se rend à Barcelone avec un groupe d'amis et adoptent des idées proches du Partit Socialista Valencià.[réf. nécessaire]
En 1970, il devient membre du Comité de recherche sociolinguistique de l’Association sociologique internationale, dont il est vice-président  entre 1978 et 1982. En 1973, il fonde le Groupe Catalan de Sociolinguistique (ca) et introduit une session de sociolinguistique catalane au VIIIe Congrès de sociolinguistique de Toronto.
Il est professeur du département de philologie catalane de l'Université de Barcelone de 1976 à 1987.
En 1989, il s'éloigne des milieux universitaires et dirige des séminaires sur des questions sociolinguistiques.
Il s'est exprimé de façon très critique sur les évolutions du valencianisme à partir des années 1990.

## Œuvre
- «Introducció». Dans: Eduard Escalante. Les xiques de l’entresuelo. Tres forasters de Madrid. Barcelone: Lavínia, 1968, p. 9-88 (collection "Garbí", 7).
- «A sociolingüística da experiencia e da acción. O modelo galego», en Problemática das linguas sen normalizar. Situación do galego e alternativas. Ourense: Asociación Socio-pedagóxica Galega, 1980, pp. 17-33.
- «Et tout la reste est literature», L'Espill, 16, 1982, pp. 57-70.
- Papers de sociolingüística. Barcelone: La Magrana, 1982; 2e éd., 1986.
- Lo bilingüisme coma mite. Trad. de Maria Clara Viguier. Toulouse: Institut d'Estudis Occitans, 1982 (collection "A Tots", 71).
- Dir la realitat. Barcelone: Edicions Països Catalans, 1983.
- La mort humana. Miquel Àngel Castillo et Eulàlia Torras (eds.). Barcelone: Empúries, 1998.
- Do latim às linguas nacionais: introdução à história social das linguas europeias. Cristóvão d'Ângelo et Josep J. Conill (éds.). Santiago de Compostela: Associação de Amizade Galiza-Portugal, 2004.